# Ajia Marina (stacja metra)
Ajia Marina (gr: Αγία Μαρίνα) – stacja metra ateńskiego na linii 3 (niebieskiej). Została otwarta 14 grudnia 2013. Znajduje się na terenie miasta Ajia Warwara i do otwarcia przedłużenia linii do Pireusu 7 czerwca 2020 r. była stacją końcową tej linii.